# فاصله مجازی
فاصلهٔ مجازی که به آن فاصلهٔ صفر و گاه نیم‌فاصله و فاصلهٔ جامد هم گفته می‌شود، نویسه‌ای در استاندارد یونی‌کد است که برای حروفچینی کامپیوتری برخی خط‌ها همچون خط فارسی و خط‌های هندیک به‌کار می‌رود.
در فارسی این نویسه در مواردی که دو حرف به هم نمی‌چسبند ولی «فاصلهٔ مرئی» ندارند استفاده می‌شود. برای نمونه در واژه‌های «خانه‌ها»، «می‌شود» و «بهره‌وری». (توجّه شود به تفاوت با «خانه ها*» و «می‌ شود*» و «بهره وری*» که در آن‌ها از «فاصلهٔ معمولی»، یعنی یک فاصلهٔ کامل، استفاده شده که شکل نادرستِ تایپ واژه‌های یادشده است).
| درست (با فاصلهٔ مجازی) | درست (با فاصلهٔ مجازی) | درست (با فاصلهٔ مجازی) | اشتباه  | اشتباه | اشتباه  | زبان   |
| نمایش                 | تصویر                 | کد                    | نمایش   | تصویر  | کد      | زبان   |
| --------------------- | --------------------- | --------------------- | ------- | ------ | ------- | ------ |
| أی‌بی‌إم                |                       | أی&zwnj;بی&zwnj;إم    | أیبیإم  |        | أیبیإم  | عربی   |
| می‌خواهم               |                       | می&zwnj;خواهم         | میخواهم |        | میخواهم | فارسی  |
| עֲוֹנֹת                  |                       | עֲו&zwnj;ֹנֹת            | עֲוֹנֹת    |        | עֲוֹנֹת    | عبری   |
| Auflage               |                       | Auf&zwnj;lage         | Auflage |        | Auflage | آلمانی |

کد این نویسه در استاندارد یونی‌کد U+200C است. این نویسه در استاندارد ملی شمارهٔ ۶۲۱۹ ایران نیز استاندارد شده‌است. نام فاصلهٔ مجازی نخستین بار در استاندارد ملی ۳۳۴۲ ایران استاندارد شده‌است.

## هاء ملفوظ
حرف آخر واژگانی چون موجه، مشابه، توجیه و همانند آن‌ها که هاء ملفوظ است، با اتصال به حرف بعدی‌اش فاصلهٔ مجازی نمی‌گیرد.
مثال‌ها
- مشابهش (نه مشابه‌اش) گیر نمی‌آید.
- توجیهی (نه توجیه‌ای) ارائه نکردید.
- فرماندهی (نه فرمانده‌ای) آمد.

## معرفی
استاندارد ایزیری ۳۳۴۲ از نخستین استانداردهایی است که مفاهیم فاصلهٔ مجازی و اتصال مجازی را معرفی کرد.

## روش نوشتن

### در گنو/لینوکس
از کلید ترکیبی تبدیل+فاصله (shift+space) یا تبدیل+ذ (shift+B) استفاده کنید.

### در اندروید
برای تایپ فاصلهٔ مجازی در سیستم عامل اندروید که در گوشی‌ها و تبلت‌ها استفاده می‌شود باید از صفحه کیبورد گوگل که در بیشتر گوشی و تبلت‌ها به صورت پیش‌فرض وجود ندارد استفاده نمود برای نصب آن باید نخست آن را از گوگل پلی دانلود و نصب نمود در کنار سمت راست کلید فاصله کلید کوچکی وجود دارد که نیم فاصله را ایجاد می‌نماید.
همچنین شما میتوانید از اندروید کیبورد که به عنوان AOSP (Android Open Source Project) Keyboard شناخته میشود با نام بسته "com.android.inputmethod.latin" استفاده کنید.

### در سیستم عامل مکینتاش
برای تایپ فاصلهٔ مجازی فارسی در سیستم عامل مکینتاش، کلید مبدّله (شیفت) را به‌همراه فاصله (Shift + Space) فشار دهید.

### در سیستم عامل ویندوز
برای نوشتن فاصلهٔ مجازی چند راه وجود دارد:
1. صفحه‌کلید استاندارد فارسی (۹۱۴۷) را نصب کنید و از Shift+Space یا Shift+B استفاده نمایید.
2. Num lock را روشن کنید، کلید Alt را نگه دارید، و به کمک شماره‌های سمت راستِ صفحه‌کلید، ۰۱۵۷ را تایپ کنید. نکات: ۱- حتماً زبان صفحه‌کلید رویِ «فارسی» باشد. ۲- اگر از صفحه‌کلید استاندارد فارسی (۹۱۴۷) استفاده می‌کنید، کلید Alt چپ را به‌کار ببرید.
3. از ترکیب کلیدهای 2+Shift+Ctrl استفاده کنید. نکته: اگر از صفحه‌کلید استاندارد فارسی (۹۱۴۷) استفاده می‌کنید، این روش کار نمی‌کند.
4. در برنامهٔ Microsoft Word ابتدا زبان صفحه‌کلید را فارسی کنید؛ سپس از طریق منوی Insert، دستورِ Symbol را انتخاب نمایید و در پنجرهٔ بازشده، برگهٔ دوم به نام Special Characters را انتخاب کنید. حال از فهرست موجود، عبارتِ No-Width Optional Break را انتخاب کنید. حال اگر روی دکمهٔ Shortcut Key کلیک کنید، می‌توانید ترکیبی از کلیدها (مثلاً Ctrl+Space) را برای آن انتخاب کرده و با فشاردادن دکمهٔ Assign آن را دائمی کنید.
5. درصورتی‌که از برنامهٔ Tray layout استفاده کنید، با اجرای این برنامه می‌توانید همه جا از Shift+Space برای نوشتن فاصلهٔ مجازی استفاده کنید.
6. در نسخه‌های جدید این سیستم‌عامل، که ویندوزِ ۸، ۸٫۱ و همچنین ۱۰ نامگذاری شده‌اند، صفحه‌کلیدی با نام فارسی (استاندارد) (به انگلیسی: Persian (Standard)) به‌طور پیش‌فرض وجود دارد و قابل فعال‌سازی است و درج فاصلهٔ مجازی را از طریق کلیدهای Shift+Space امکان‌پذیر ساخته‌است. این صفحه‌کلید با صفحه‌کلید استاندارد فارسی (۹۱۴۷) فرق می‌کند.